# Niels Steenberg
Niels Georg Steenberg, född 31 oktober 1839 i Köpenhamn, död 6 februari 1915, var en dansk kemitekniker. 
Steenberg avlade polyteknisk examen for kemister 1861 och blev 1865 föreståndare för Jacob Holm og Sønner's stearin- och såpfabriker, en befattning, som han innehade till sin död. Åren 1895–1913 var han professor i teknisk kemi vid Polyteknisk Læreanstalt och bidrog i hög grad till att göra detta till ett självständigt ämne. Han var medlem av styrelsen för Statsprøveanstalten 1896–1915, för Moseselskabet 1901–1909, för Ingeniørforeningen 1907–1910 och för en mängd aktiebolag. Han stiftade Polyteknisk Understøttelsesforening.